# Bilberrie Lagoon
Bilberrie Lagoon är en lagun i Australien. Den ligger i delstaten New South Wales, i den sydöstra delen av landet, omkring 660 kilometer nordväst om delstatshuvudstaden Sydney. 
Omgivningarna runt Bilberrie Lagoon är i huvudsak ett öppet busklandskap. Trakten runt Bilberrie Lagoon är nära nog obefolkad, med mindre än två invånare per kvadratkilometer. Genomsnittlig årsnederbörd är 413 millimeter. Den regnigaste månaden är februari, med i genomsnitt 70 mm nederbörd, och den torraste är oktober, med 2 mm nederbörd.